# Rohnert Park (Kalifornija)
Rohnert Park je grad u američkoj saveznoj državi Kalifornija. Prema popisu stanovništva iz 2010. u njemu je živjelo 40.971 stanovnika.